# 長野県道381号小松原川中島停車場線
長野県道381号小松原川中島停車場線（ながのけんどう381ごう こまつばらかわなかじまていしゃじょうせん）は、長野県長野市を走る一般県道。

## 概要
松本市方面からの国道19号から分かれ、信越本線川中島駅までを結ぶ路線である。
犀川が善光寺平に注ぎ込む犀口（犀川扇状地の扇頂）付近に架かる国道19号両郡橋南詰を起点とし、犀川右岸を東方に進む。600mほどで犀川堤防から下りると、犀口集落、四ツ屋集落、弥生町団地を経て、第2中島踏切で信越本線・北陸新幹線を越え川中島駅ロータリーに至る。
かつては、第2中島踏切の西側で分かれて、信越本線を越えることなく川中島駅の西方（かつて貨物専用線があった側。こちら側に駅出入口はないが、近隣に線路をくぐる横断地下道がある）に至る277.7mの支線が指定されていたが、2022年（令和4年）7月1日に県道区域の指定を解かれた。

### 路線データ
- 起点：長野市篠ノ井小松原（両郡橋交差点＝国道19号交点）
- 終点：長野市川中島町上氷鉋（JR信越本線川中島駅）

## 交差・接続する道路
- 両郡橋交差点（長野市篠ノ井小松原＝起点）
  - 国道19号
- 犀口公民館付近（長野市篠ノ井小松原）
  - 長野県道383号犀口下居返線
- 小市橋南交差点（長野市川中島町四ツ屋）
  - 長野県道405号川中島停車場線 - ※ここから終点まで重複区間
- 川中島駅前（長野市川中島町上氷鉋＝終点）
  - 長野県道380号関崎川中島停車場線

## 沿道
- 小田切ダム
- 川中島駅